# Феррейра, Барби
Барбара Сепп Феррейра (англ. Barbara Seppe Ferreira; род. 14 декабря 1996) — американская фотомодель и актриса

.

## Биография
Барбара Феррейра родилась 14 декабря 1996 года в Нью-Йоркском Квинсе, позже переехала в Мейвуд, штат Нью-Джерси. Училась в средней школе Хакенсак. Она имеет бразильское происхождение и воспитывалась матерью, тётей и бабушкой. Известно, что её мать работает шеф-поваром.
Феррейра начала свою карьеру, отправив свои фото на открытый кастинг для американской одежды. С тех пор она снималась для таких брендов, как Aerie, Adidas, Asos, Forever 21, H & M, Missguided и Target. В 2016 году журнал Time включил её в свой список «30 самых влиятельных подростков».
Феррейра сняла клип «So Cool» от Dounia.
Феррейра снялась в 10-серийном сериале про этикет «Как вести себя», за который получила Webby Awards. Она также снималась в сериале Body Vogue Body Party о бодипозитиве.
Кроме того, Феррейра сыграла Эллу в двух эпизодах сериала HBO «Развод» и играла одну из основных ролей старшеклассницы Кэт в сериале HBO «Эйфория».